# Buenavista (kommun i Spanien, Kastilien och Leon, Provincia de Salamanca, lat 40,78, long -5,62)
Buenavista är en kommun i Spanien.   Den ligger i provinsen Provincia de Salamanca och regionen Kastilien och Leon, i den centrala delen av landet, 170 km väster om huvudstaden Madrid. Antalet invånare är 249.